# Goux-les-Usiers
Goux-les-Usiers is een plaats en voormalige gemeente in het Franse departement Doubs in de regio Bourgogne-Franche-Comté en telt 615 inwoners (2005). De plaats maakt deel uit van het arrondissement Pontarlier. Op 1 januari 2024 fuseerde Goux-les-Usiers met Bians-les-Usiers en Sombacour tot de gemeente Val-d'Usiers

## Geografie
De oppervlakte van Goux-les-Usiers bedraagt 17,7 km², de bevolkingsdichtheid is 34,7 inwoners per km².
De onderstaande kaart toont de ligging van Goux-les-Usiers met de belangrijkste infrastructuur en aangrenzende gemeenten.

## Demografie
Onderstaande figuur toont het verloop van het inwonertal.